# Laurence de Erganis
Laurence de Erganis (auch Lawrence of Argyll; † zwischen 29. Oktober 1299 und 18. Dezember 1300) war ein schottischer Geistlicher. Vor 1264 wurde er Bischof von Argyll.
Laurence de Erganis gehörte dem Dominikanerorden an. Nachdem Argyll während des Norwegisch-Schottischen Kriegs vom schottischen König Alexander III. besetzt worden war, erreichte der König, dass Laurence vom Kathedralkapitel des Bistums Bistums Argyll zum Bischof gewählt wurde. Am 31. März 1264 erteilte Papst Urban IV. den Bischöfen Gamelin von St Andrews und Richard of Inverkeithing von Dunkeld den Auftrag, ihn zum Bischof zu weihen. Im Oktober 1273 verließ Laurence Schottland und reiste nach Frankreich, wo er zu den fünf schottischen Bischöfen gehörte, die 1274 am Zweiten Konzil von Lyon teilnahmen. 1284 erkannte er wie die anderen schottischen Prälaten die Thronfolge von Margarete von Norwegen an. Im März 1290 gehörte er zu den Bischöfen, die den Vertrag von Salisbury ratifizierten, der eine Heirat von Margarete mit dem englischen Königssohn Eduard vereinbarte. Er wird zuletzt am 29. Oktober 1299 erwähnt, am 18. Dezember 1300 wurde sein Nachfolger als Bischof bestätigt. Während seiner Amtszeit wurde vermutlich ein Großteil der St Moluag’s Cathedral auf der Insel Lismore errichtet.